# Thailandia ai Giochi della XXXII Olimpiade
La Thailandia ha partecipato ai Giochi della XXXII Olimpiade, che si sono svolti a Tokyo, Giappone, dal 23 luglio all'8 agosto 2021 (inizialmente previsti dal 24 luglio al 9 agosto 2020 ma posticipati per la pandemia di COVID-19) con una delegazione di 41 atleti impegnati in 14 discipline differenti.
I portabandiera alla cerimonia di apertura sono stati i tiratori Naphaswan Yangpaiboon e Savate Sresthaporn.

## Medaglie

### Medagliere per disciplina
| Sport     | Oro | Argento | Bronzo | Totale |
| --------- | --- | ------- | ------ | ------ |
| Taekwondo | 1   | 0       | 0      | 1      |
| Pugilato  | 0   | 0       | 1      | 1      |
| Totale    | 1   | 0       | 1      | 2      |

### Medaglie d'oro
| Medaglia | Nome                   | Sport     | Evento          |
| -------- | ---------------------- | --------- | --------------- |
| Oro      | Panipak Wongpattanakit | Taekwondo | 49 kg femminile |

### Medaglie di bronzo
| Medaglia | Nome               | Sport    | Evento                 |
| -------- | ------------------ | -------- | ---------------------- |
| Bronzo   | Sudaporn Seesondee | Pugilato | Pesi leggeri femminile |

## Delegazione
| Sport            | Uomini | Donne | Totale |
| ---------------- | ------ | ----- | ------ |
| Atletica leggera | 1      | 1     | 2      |
| Badminton        | 2      | 5     | 7      |
| Canoa/kayak      | 0      | 1     | 1      |
| Canottaggio      | 2      | 0     | 2      |
| Ciclismo         | 0      | 2     | 2      |
| Equitazione      | 2      | 1     | 3      |
| Golf             | 2      | 2     | 4      |
| Judo             | 0      | 1     | 1      |
| Nuoto            | 1      | 1     | 2      |
| Pugilato         | 1      | 3     | 4      |
| Taekwondo        | 1      | 1     | 2      |
| Tennistavolo     | 0      | 2     | 2      |
| Tiro             | 2      | 4     | 6      |
| Vela             | 1      | 2     | 3      |
| Totale           | 15     | 26    | 41     |

## Risultati

### Atletica leggera
Eventi su pista e strada
| Atleta           | Evento                 | Finale    | Finale    |
| Atleta           | Evento                 | Risultato | Posizione |
| ---------------- | ---------------------- | --------- | --------- |
| Kieran Tuntivate | 10000 m piani maschili | 29'01"92  | 23º       |

Eventi su campo
| Atleta           | Evento                     | Qualificazione | Qualificazione | Finale          | Finale          |
| Atleta           | Evento                     | Risultato      | Posizione      | Risultato       | Posizione       |
| ---------------- | -------------------------- | -------------- | -------------- | --------------- | --------------- |
| Subenrat Insaeng | Lancio del disco femminile | 59,23 m        | 18ª            | Non qualificata | Non qualificata |

### Badminton

#### Singolo
| Atleta                 | Evento            | Girone                   | Girone                        | Girone | Ottavi                   | Quarti                          | Semifinale           | Finale               | Finale          |
| Atleta                 | Evento            | Avversario Punteggio     | Avversario Punteggio          | Pos.   | Avversario Punteggio     | Avversario Punteggio            | Avversario Punteggio | Avversario Punteggio | Pos.            |
| ---------------------- | ----------------- | ------------------------ | ----------------------------- | ------ | ------------------------ | ------------------------------- | -------------------- | -------------------- | --------------- |
| Kantaphon Wangcharoen  | Singolo maschile  | Schäfer V (21–13, 21–15) | Penty P (19–21, 12–21)        | 2º     | Non qualificato          | Non qualificato                 | Non qualificato      | Non qualificato      | Non qualificato |
| Ratchanok Intanon      | Singolo femminile | Sárosi V (21–5, 21–10)   | Cheah V (19–21, 21–18, 21–10) | 1ª Q   | Tunjung V (21–12, 21–19) | Tai T-y P (21–14, 18–21, 18–21) | Non qualificata      | Non qualificata      | Non qualificata |
| Busanan Ongbamrungphan | Singolo femminile | Macías V (21–4, 21–9)    | Kuuba V (21–16, 21–12)        | 1ª Q   | An S-y P (15–21, 15–21)  | Non qualificata                 | Non qualificata      | Non qualificata      | Non qualificata |

#### Doppio
| Atleta                                         | Evento           | Girone                           | Girone                           | Girone                                        | Girone | Quarti                                       | Semifinale           | Finale / FB          | Finale / FB     |
| Atleta                                         | Evento           | Avversario Punteggio             | Avversario Punteggio             | Avversario Punteggio                          | Pos.   | Avversario Punteggio                         | Avversario Punteggio | Avversario Punteggio | Pos.            |
| ---------------------------------------------- | ---------------- | -------------------------------- | -------------------------------- | --------------------------------------------- | ------ | -------------------------------------------- | -------------------- | -------------------- | --------------- |
| Jongkolphan Kititharakul Rawinda Prajongjai    | Doppio femminile | Chen Qc / Jia Yf P (6–21, 10–21) | Kim / Kong P (19–21, 22–24)      | G. Stoeva / S. Stoeva P (11–21, 21–16, 17–21) | 4ª     | Non qualificate                              | Non qualificate      | Non qualificate      | Non qualificate |
| Dechapol Puavaranukroh Sapsiree Taerattanachai | Doppio misto     | Gicquel / Delrue V (21–9, 21–15) | Hurlburt-Yu / Wu V (21-13, 21-6) | Ellis / Smith P (12–21, 19–21)                | 2ª Q   | Watanabe / Higashino P (21–15, 16–21, 14–21) | Non qualificati      | Non qualificati      | Non qualificati |

### Canoa/kayak

#### Velocità
| Atleta             | Evento             | Batteria | Batteria  | Quarti | Quarti    | Semifinale      | Semifinale      | Finale          | Finale          |
| Atleta             | Evento             | Tempo    | Posizione | Tempo  | Posizione | Tempo           | Posizione       | Tempo           | Posizione       |
| ------------------ | ------------------ | -------- | --------- | ------ | --------- | --------------- | --------------- | --------------- | --------------- |
| Orasa Thiangkathok | C1 200 m femminile | 48.262   | 5ª QF     | 48.559 | 5ª        | Non qualificata | Non qualificata | Non qualificata | Non qualificata |

### Canottaggio
| Atleta                          | Evento                              | Batteria | Batteria  | Ripescaggio | Ripescaggio | Semifinale | Semifinale | Finale / FC | Finale / FC |
| Atleta                          | Evento                              | Tempo    | Posizione | Tempo       | Posizione   | Tempo      | Posizione  | Tempo       | Posizione   |
| ------------------------------- | ----------------------------------- | -------- | --------- | ----------- | ----------- | ---------- | ---------- | ----------- | ----------- |
| Nawamin Deenoi Siwakorn Wongpin | Due di coppia pesi leggeri maschile | 7'07"05  | 6ª R      | 7'20"50     | 6ª qC       | Bye        | Bye        | 6'56"13     | 18ª         |

### Ciclismo

#### Ciclismo su strada
| Atleta            | Evento                   | Tempo | Posizione |
| ----------------- | ------------------------ | ----- | --------- |
| Jutatip Maneephan | Corsa in linea femminile | DNF   | DNF       |

#### BMX
Corsa
| Atleta                   | Evento          | Quarti | Quarti    | Semifinale      | Semifinale      | Finale          | Finale          |
| Atleta                   | Evento          | Punti  | Posizione | Punti           | Posizione       | Tempo           | Posizione       |
| ------------------------ | --------------- | ------ | --------- | --------------- | --------------- | --------------- | --------------- |
| Chutikan Kitwanitsathian | Corsa femminile | 18     | 6ª        | Non qualificata | Non qualificata | Non qualificata | Non qualificata |

### Equitazione

#### Concorso completo
| Atleta                                                      | Cavallo          | Evento      | Dressage | Dressage | Cross-country | Cross-country | Cross-country | Salto ostacoli  | Salto ostacoli  | Salto ostacoli  | Salto ostacoli  | Salto ostacoli  | Salto ostacoli  | Totale          | Totale          |
| Atleta                                                      | Cavallo          | Evento      | Dressage | Dressage | Cross-country | Cross-country | Cross-country | Qualificazione  | Qualificazione  | Qualificazione  | Finale          | Finale          | Finale          | Totale          | Totale          |
| Atleta                                                      | Cavallo          | Evento      | Penalità | Pos.     | Penalità      | Totale        | Pos.          | Penalità        | Totale          | Pos.            | Penalità        | Totale          | Pos.            | Penalità        | Pos.            |
| ----------------------------------------------------------- | ---------------- | ----------- | -------- | -------- | ------------- | ------------- | ------------- | --------------- | --------------- | --------------- | --------------- | --------------- | --------------- | --------------- | --------------- |
| Arinadtha Chavatanont                                       | Boleybawn Prince | Individuale | 42.40    | 57ª      | EL            | EL            | EL            | Non qualificata | Non qualificata | Non qualificata | Non qualificata | Non qualificata | Non qualificata | Non qualificata | Non qualificata |
| Weerapat Pitakanonda                                        | Carnival March   | Individuale | 31,10    | 20º      | EL            | EL            | EL            | Non qualificato | Non qualificato | Non qualificato | Non qualificato | Non qualificato | Non qualificato | Non qualificato | Non qualificato |
| Korntawat Samran                                            | Bonero K         | Individuale | 33,00    | 30º      | EL            | EL            | EL            | Non qualificato | Non qualificato | Non qualificato | Non qualificato | Non qualificato | Non qualificato | Non qualificato | Non qualificato |
| Arinadtha Chavatanont Weerapat Pitakanonda Korntawat Samran | Vedi sopra       | Squadre     | 113,10   | 14ª      | 600,00        | 713,10        | 15ª           | 300,00          | 1013,10         | 15ª             | N.D.            | N.D.            | N.D.            | 1013,10         | 15ª             |

### Golf
| Atleta               | Torneo    | Round 1   | Round 2   | Round 3   | Round 4   | Totale    | Totale | Totale    |
| Atleta               | Torneo    | Punteggio | Punteggio | Punteggio | Punteggio | Punteggio | Par    | Posizione |
| -------------------- | --------- | --------- | --------- | --------- | --------- | --------- | ------ | --------- |
| Gunn Charoenkul      | Maschile  | 71        | 71        | 71        | 67        | 280       | −4     | =45º      |
| Jazz Janewattananond | Maschile  | 64        | 71        | 72        | 68        | 275       | −9     | =27º      |
| Ariya Jutanugarn     | Femminile | 77        | 67        | 69        | 72        | 285       | +1     | =43ª      |
| Patty Tavatanakit    | Femminile | 71        | 71        | 69        | 68        | 279       | −5     | =23ª      |

### Judo
| Atleta             | Evento          | Preliminari          | 16-esimi             | Ottavi               | Quarti               | Semifinali           | Ripescaggio          | Finale               | Pos.            |
| Atleta             | Evento          | Avversario Punteggio | Avversario Punteggio | Avversario Punteggio | Avversario Punteggio | Avversario Punteggio | Avversario Punteggio | Avversario Punteggio | Pos.            |
| ------------------ | --------------- | -------------------- | -------------------- | -------------------- | -------------------- | -------------------- | -------------------- | -------------------- | --------------- |
| Kachakorn Warasiha | 52 kg femminile | N.D.                 | Iraoui P 00–10       | Non qualificata      | Non qualificata      | Non qualificata      | Non qualificata      | Non qualificata      | Non qualificata |

### Nuoto
| Atleta               | Evento                       | Batterie | Batterie  | Semifinali      | Semifinali      | Finale          | Finale          |
| Atleta               | Evento                       | Tempo    | Posizione | Tempo           | Posizione       | Tempo           | Posizione       |
| -------------------- | ---------------------------- | -------- | --------- | --------------- | --------------- | --------------- | --------------- |
| Navaphat Wongcharoen | 100 m farfalla maschili      | 54"36    | 50º       | Non qualificato | Non qualificato | Non qualificato | Non qualificato |
| Navaphat Wongcharoen | 200 m farfalla maschili      | 2'01"43  | 36º       | Non qualificato | Non qualificato | Non qualificato | Non qualificato |
| Jenjira Srisa-Ard    | 50 m stile libero femminili  | 25"97    | 37ª       | Non qualificata | Non qualificata | Non qualificata | Non qualificata |
| Jenjira Srisa-Ard    | 100 m stile libero femminili | 57"42    | 42ª       | Non qualificata | Non qualificata | Non qualificata | Non qualificata |

### Pugilato
| Atleta                | Evento                 | 16-esimi             | Ottavi               | Quarti               | Semifinali           | Finale               | Pos.            |
| Atleta                | Evento                 | Avversario Punteggio | Avversario Punteggio | Avversario Punteggio | Avversario Punteggio | Avversario Punteggio | Pos.            |
| --------------------- | ---------------------- | -------------------- | -------------------- | -------------------- | -------------------- | -------------------- | --------------- |
| Chatchai-decha Butdee | Pesi piuma maschile    | McGrail V 5–0        | Cuello V 4–1         | Álvarez P 2–3        | Non qualificato      | Non qualificato      | Non qualificato |
| Jutamas Jitpong       | Pesi mosca femminile   | Boualam V 5–0        | Magno V 5–0          | Çakıroğlu P 0–5      | Non qualificata      | Non qualificata      | Non qualificata |
| Sudaporn Seesondee    | Pesi leggeri femminile | Palacios V 5–0       | Kaur V 5–0           | Dubois V 3–2         | Harrington P 2–3     | Non qualificata      |                 |
| Baison Manikon        | Pesi welter femminile  | Dalgatova V 4–1      | Gu H P 0–5           | Non qualificata      | Non qualificata      | Non qualificata      | Non qualificata |

### Taekwondo
| Atleta                 | Evento          | Qualificazioni       | Ottavi               | Quarti                  | Semifinali           | Ripescaggio          | Finale / FB          | Pos. |
| Atleta                 | Evento          | Avversario Punteggio | Avversario Punteggio | Avversario Punteggio    | Avversario Punteggio | Avversario Punteggio | Avversario Punteggio | Pos. |
| ---------------------- | --------------- | -------------------- | -------------------- | ----------------------- | -------------------- | -------------------- | -------------------- | ---- |
| Ramnarong Sawekwiharee | 58 kg maschile  | N.D.                 | Khalil V 23–7        | Dell'Aquila P 17–37 PTG | Non qualificato      | Salim P 22–43 PTG    | Non qualificato      | 7º   |
| Panipak Wongpattanakit | 67 kg femminile | Bye                  | Semberg V 29–5 PTG   | Trương V 20–11          | Yamada V 34–12 PTG   | Bye                  | Cerezo V 11–10       |      |

### Tennistavolo
| Atleta               | Evento            | Preliminari          | Round 1              | Round 2              | Round 3              | Ottavi               | Quarti               | Semifinali           | Finale               | Pos.            |
| Atleta               | Evento            | Avversario Punteggio | Avversario Punteggio | Avversario Punteggio | Avversario Punteggio | Avversario Punteggio | Avversario Punteggio | Avversario Punteggio | Avversario Punteggio | Pos.            |
| -------------------- | ----------------- | -------------------- | -------------------- | -------------------- | -------------------- | -------------------- | -------------------- | -------------------- | -------------------- | --------------- |
| Orawan Paranang      | Singolo femminile | Bye                  | Díaz V 4–0           | Matelová V 4–2       | Ishikawa P 2–4       | Non qualificata      | Non qualificata      | Non qualificata      | Non qualificata      | Non qualificata |
| Suthasini Sawettabut | Singolo femminile | Bye                  | Bye                  | Vega V 4–0           | Samara V 4–1         | Ito P 0–4            | Non qualificata      | Non qualificata      | Non qualificata      | Non qualificata |

### Tiro a segno/volo
Uomini
| Atleta                     | Evento                  | Qualificazione | Qualificazione | Finale          | Finale          |
| Atleta                     | Evento                  | Punteggio      | Classifica     | Punteggio       | Classifica      |
| -------------------------- | ----------------------- | -------------- | -------------- | --------------- | --------------- |
| Isaranuudom Phurihiranphat | Pistola 25 m automatica | 570            | 20º            | Non qualificato | Non qualificato |
| Savate Sresthaporn         | Trap                    | 121            | 12º            | Non qualificato | Non qualificato |

Donne
| Atleta                | Evento                      | Qualificazione | Qualificazione | Finale          | Finale          |
| Atleta                | Evento                      | Punteggio      | Classifica     | Punteggio       | Classifica      |
| --------------------- | --------------------------- | -------------- | -------------- | --------------- | --------------- |
| Tanyaporn Prucksakorn | Pistola 10 m aria compressa | 570            | 22ª            | Non qualificata | Non qualificata |
| Naphaswan Yangpaiboon | Pistola 10 m aria compressa | 560            | 39ª            | Non qualificata | Non qualificata |
| Tanyaporn Prucksakorn | Pistola 25 m                | 583            | 10ª            | Non qualificata | Non qualificata |
| Naphaswan Yangpaiboon | Pistola 25 m                | 580            | 17ª            | Non qualificata | Non qualificata |
| Isarapa Imprasertsuk  | Skeet                       | 120 (+6)       | 4ª Q           | 36              | 4ª              |
| Sutiya Jiewchaloemmit | Skeet                       | 118            | 11ª            | Non qualificata | Non qualificata |

### Vela
| Atleta                   | Evento          | Regata | Regata | Regata | Regata | Regata | Regata | Regata | Regata | Regata | Regata | Regata | Regata | Regata | Punteggio Totale | Punteggio Netto | Classifica |
| Atleta                   | Evento          | 1      | 2      | 3      | 4      | 5      | 6      | 7      | 8      | 9      | 10     | 11     | 12     | M      | Punteggio Totale | Punteggio Netto | Classifica |
| ------------------------ | --------------- | ------ | ------ | ------ | ------ | ------ | ------ | ------ | ------ | ------ | ------ | ------ | ------ | ------ | ---------------- | --------------- | ---------- |
| Natthaphong Phonoppharat | RS:X maschile   | 24     | 24     | 25     | 24     | DNF    | 20     | 24     | 21     | 24     | 24     | 24     | 24     | EL     | 284              | 258             | 24º        |
| Siripon Kaewduang-ngam   | RS:X femminile  | 10     | 20     | 10     | 17     | 19     | 14     | 21     | 16     | 15     | 17     | 18     | 15     | EL     | 192              | 171             | 17ª        |
| Kamolwan Chanyim         | Laser femminile | 27     | 32     | 36     | 32     | 38     | 36     | 29     | 36     | 35     | 34     | N.D.   | N.D.   | EL     | 336              | 298             | 38ª        |